# Championnat de Suède masculin de bandy
Le championnat de Suède Élite de bandy masculin porte le nom de Elitserien pour Elitserien i bandy.